# Liste der Kardinaldiakone von Sant’Angelo in Pescheria
Folgende Kardinäle waren Kardinaldiakone von Sant’Angelo in Pescheria (lat. Diaconia Sancti Angeli in Foro Piscario):
- Gregorio Papareschi (1116–1130)
- Hermannus (1130–1137), Pseudokardinal von Gegenpapst Anaklet II.
- Gregorius (1137–1140)
- Gregorio de Jacinto (1143–1154)
- Bonadies (1156–1158)
- Hermannus (1165–1166)
- Ugo Pierleoni (1173–1178)
- Johannes(1178–1182)
- Bobo Orsini (1182–1188)
- Gregorio Bobone (1190–1202)
- Pietro Sasso (1204–1206)
- Romano Bonaventura (1216–1235)
- Riccardo Annibaldi (1238–1276)
- Landolfo Brancaccio (1294–1312)
- Pietro Colonna (1317–1326)
- Giovanni Colonna (1327–1348)
- Guillaume Noellet (1371–1394)
- Pierre Blain (1395–1409), Pseudokardinal von Gegenpapst Benedikt XIII.
- Pietro Stefaneschi (1405–1409); und wieder (1410–1417)
- Pedro Fonseca (1413–1422), Pseudokardinal von Gegenpapst Benedikt XIII.
- vakant (1422–1430)
- Giuliano Cesarini der Ältere (1430–1435)
- vakant (1435–1446)
- Juan Carvajal (1446–1461); in commendam (1461–1469)
- Giovanni Michiel (1470–1484); in commendam (1484–1503)
- Giuliano Cesarini der Jüngere (1503–1510)
- Federico Sanseverino (1513–1514)
- Matthäus Lang von Wellenburg (1514–1534)
- Alessandro Farnese (1534–1535)
- Ennio Filonardi Kardinalpriester pro hac vice (1537–1546)
- Ranuccio Farnese (1546–1565)
- Fulvio Giulio della Corgna, Malteserorden (1565–1566)
- Giovanni Ricci (1566) Kardinalpriester pro hac vice
- Scipione Rebiba (1566–1570)
- Giovanni Antonio Serbelloni (1570–1577)
- Luigi d’Este (1577–1583)
- Filippo Guastavillani (1583–1587)
- András Báthory (1587–1599)
- Andrea Baroni Peretti Montalto (1600–1617)
- Luigi Capponi (1620–1621)
- Francesco Boncompagni (1621–1626)
- Ippolito Aldobrandini der Jüngere (1621–1634)
- Marzio Ginetti (1634–1644)
- Girolamo Colonna (1644)
- Giangiacomo Teodoro Trivulzio (1644–1652)
- Vincenzo Costaguti (1652–1653)
- Lorenzo Raggi (1653–1660)
- Carlo Barberini (1660–1667)
- Carlo Gualterio (1667–1668)
- Angelo Celsi (1668–1671)
- Felice Rospigliosi (1673–1682)
- Gianfrancesco Ginetti (1682–1689)
- Gasparo Cavalieri (1689–1690)
- Francesco Barberini der Jüngere (1690–1715)
- Carlo Colonna (1715–1730)
- vakant (1730–1739)
- Prospero Colonna der Jüngere (1739–1743)
- Girolamo Colonna di Sciarra (1743–1753); in commendam (1753)
- Flavio Chigi der Jüngere (1753–1759)
- Andrea Corsini (1759–1769)
- vakant (1769–1773)
- Francesco d’Elci (1773–1787)
- Vincenzo Maria Altieri (1787–1788)
- Raniero Finocchietti (1788–1789)
- Ferdinando Spinelli (1789–1790)
- Filippo Campanelli (1790–1791)
- Fabrizio Dionigi Ruffo (1794–1800)
- Alphonse-Hubert de Latier de Bayane (1802–1818)
- vakant (1818–1830)
- Domenico De Simone (1830–1837)
- Luigi Ciacchi (1838–1865)
- vakant (1865–1877)
- Lorenzo Nina (1877–1879)
- Frédéric de Falloux du Coudray (1879–1884)
- Isidoro Verga (1884–1891)
- vakant (1891–1914)
- Filippo Giustini (1914–1920)
- Aurelio Galli (1923–1929)
- vakant (1929–1935)
- Pietro Boetto SJ (1935–1938); Kardinalpriester pro hac vice  (1938–1946)
- vakant (1946–1953)
- Augusto Álvaro da Silva, Kardinalpriester pro hac vice  (1953–1968)
- vakant (1968–2010)
- Elio Sgreccia (2010–2019)
- vakant (2019–2023)
- Luis Pascual Dri OFMCap (2023–2025)
- vakant (seit 2025)